# Lasianthus loeiensis
Lasianthus loeiensis är en måreväxtart som beskrevs av Hua Zhu. Lasianthus loeiensis ingår i släktet Lasianthus och familjen måreväxter.
Artens utbredningsområde är Thailand. Inga underarter finns listade i Catalogue of Life.